# Michel Woldemar
Michel Woldemar (Orleans, 17 de juny de 1750 - Clermont-Ferrand, 19 de desembre de 1815) fou un violinista francès.
Fou un dels més notables deixebles d'Antonio Lolli, i en el seu temps assolí una gran fama com a executant i compositor. De Woldemar foren publicades les següents obres:
- tres concerts per a violí,
- un concert per a violí de cinc cordes, anomenat pel mateix compositor violí-contralt, a causa de la seva extensió en el registre greu,
- un quartet per a instruments d'arc,
- Duets i solos,

Unes curioses Sonates fantasmagoriques (L'ombre de Lolli, de Mestrino, de Pugnani, de Tartini), en les que imita l'autor els estils característics dels quatre grans violinistes.
- Le nouveau labyrinthe harmonique pour le violon, (estudis de dobles cordes),
- Étude élémentaire de l'archet moderne,
- I per acabar, un mètode de violí i un altre de piano.

També inventà una espècie d'estenografia musical.